# Kapel ter ere van Onze-Lieve-Vrouw van Halle (Halle)

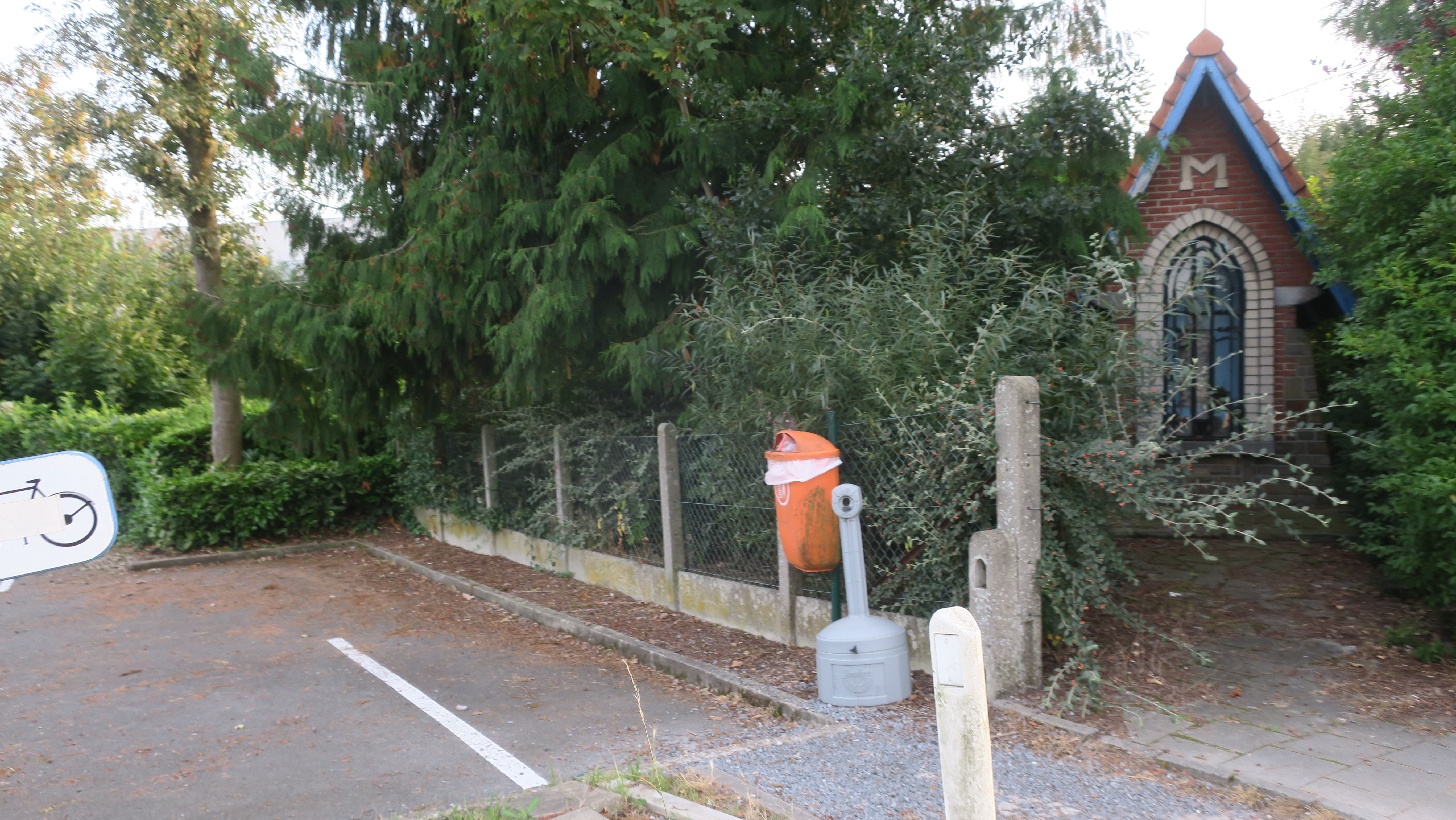

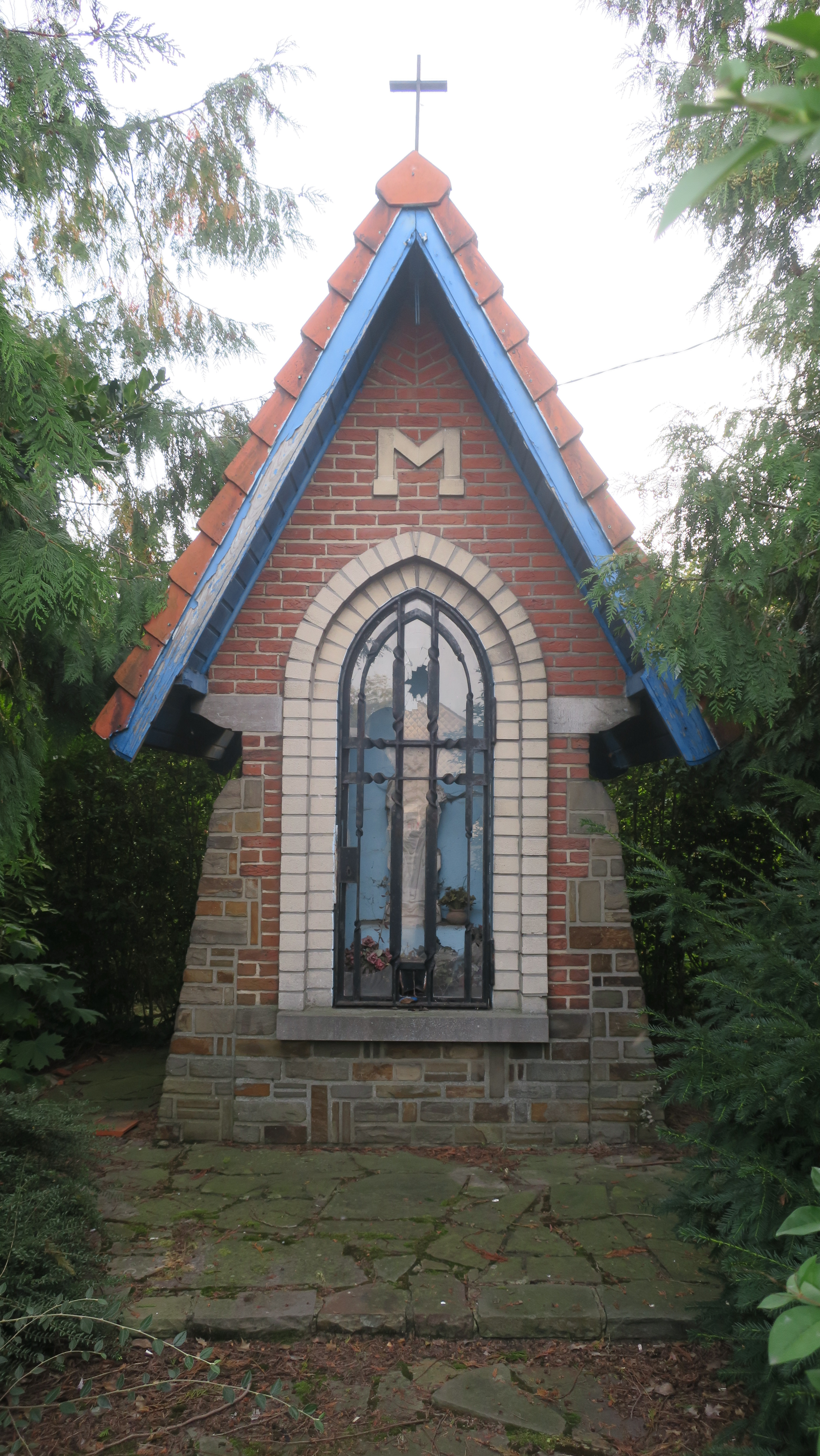

Deze kapel ter ere van Onze-Lieve-Vrouw van Halle, ook gekend onder de naam Wijkkapel Steenweg naar Edingen, bevindt zich in de Vlaams-Brabantse gemeente Halle. Ze is gelegen op de Edingensesteenweg 203.

## Historiek
De kapel werd gebouwd in 1954 door Tordeurs. In 1974 verdween het Mariabeeld en pas in 1979 werd een beeld in de kapel geplaatst. Het nieuw beeld werd op 31 mei om 19u plechtig ingewijd in de basiliek en vervolgens processiegewijs overgebracht naar de kapel, waar het met veel eer gehuldigd werd.

## Architectuur
De pijlerkapel met zadeldak van rode pannen heeft een kleurrijke uitstraling door het gebruik van diverse materialen. De kapel is opgetrokken in rode baksteen in halfsteensverband en bekroond met een ijzeren kruisje. De drie spitsboogvormige ramen, een in de voorgevel en kleinere in de zijgevels, zijn afgesloten met ijzeren hekken. De grote nis heeft een omlijsting van gele bakstenen en er is een verheven letter M ingewerkt in de topgevel. Aan de achterzijde van de kapel staatt: MARIALE JAAR 1954/ ONZE WIJK/ AAN/ O.L.VROUW/ ONDERPR E.L. LEROI/ ONDERN. PH. TORDEURS//.